# Farlin Perea Rentería
Farlin Perea Rentería (Quibdó, siglo XX) es una abogada y política colombiana, que se desempeñó como Gobernadora del Departamento de Chocó. 

## Biografía
Nacida en Quibdó, capital del Departamento de Chocó, es abogada de la Universidad Tecnológica del Chocó. Posee una especialización en Gerencia de Servicios Sociales de la Universidad Católica Luis Amigó, en Medellín, y una en Derecho Administrativo de la Universidad Libre de Colombia seccional Pereira, misma de la cual posee una Maestría en la misma materia.
En su departamento natal fue miembro del Partido Liberal y ocupó cargos como funcionaria de la Secretaría General de la Gobernación y asesora del Fondo Nacional del Ahorro. Más adelante pasó a trabajar en Medellín, primero para la compañía Eléctricas de Medellín Dispac S.A. y luego como docente en la Corporación Universitaria Remington. 
En las elecciones regionales de 2019 se presentó como candidata al Concejo de Medellín por el movimiento Independientes de Daniel Quintero Calle. Aunque no logró conseguir un escaño, en noviembre de 2020 fue nombrada por el Alcalde Quintero como gerente étnica de la Alcaldía de Medellín, puesto dedicado a la protección de los derechos de la población indígena y afrodescendiente de Medellín. Renunció al cargo en junio de 2022 para trabajar en la candidatura presidencial de Gustavo Petro. Tras los comicios, fue reincorporada como gerente étnica en noviembre de 2022.
En enero de 2023 fue designada Gobernadora Encargada de Chocó por el presidente Gustavo Petro, al haber sido parte de la terna designada por el Partido Liberal para reemplazar en el cargo al destituido Gobernador Ariel Palacios Calderón. Sin embargo, en febrero de 2023 Palacios fue liberado y absuelto, lo que provocó una lucha jurídica por la gobernación entre ambos. Aunque en abril el Ministerio del Interior autorizó el regreso de Palacios al cargo, Perea siguió reclamándose como gobernadora legítima por algunos meses más, hasta que hizo evidente que Palacios recuperó el poder efectivo.